# 미스 월드 코리아
미스 월드 코리아(Miss World Korea)는 대한민국의 미인대회다. 미스 월드의 대한민국 대표를 선발하는 목적으로 한다.
미스코리아 대회는 진을 미스 유니버스에 출전시키는 반면 선을 미스 월드에 출전시켰던 점 때문에 미스 월드와 대립을 빚었다. 2011년 3월 16일 미스 월드 조직회 회장인 줄리아 몰리가 대한민국을 방한하여 미스 월드 코리아 조직회 창설회에 참석 하였다. 이에 따라 월드뷰티엔터프라이즈가 미스 월드 출전권을 따냈다. 그리하여 미스 월드 2011 대회부터 미스 월드 대한민국 참가자는 한국일보가 주최하는 미스코리아 대회가 아닌 미스 월드 코리아 대회에서 선발되었으나, 서로간의 분쟁으로 2012년, 2013년 미스 월드 코리아 대회가 개최되지 못하는 등 분란을 빚었다. 2013년 5월 14일 서울중앙지법 민사42부는 미스 월드 코리아 주관사인 월드뷰티사가 "대회가 무산된 책임을 지고 47억여원을 배상하라"며 미스코리아 대회 주관사인 한국일보사를 상대로 낸 손해배상 청구소송에서 원고패소 판결한 원심을 확정하며 미스 월드 코리아 대회 무산에 대한 책임이 한국일보사에 없다고 판결했다.

## 역대 미스 월드 코리아 수상자

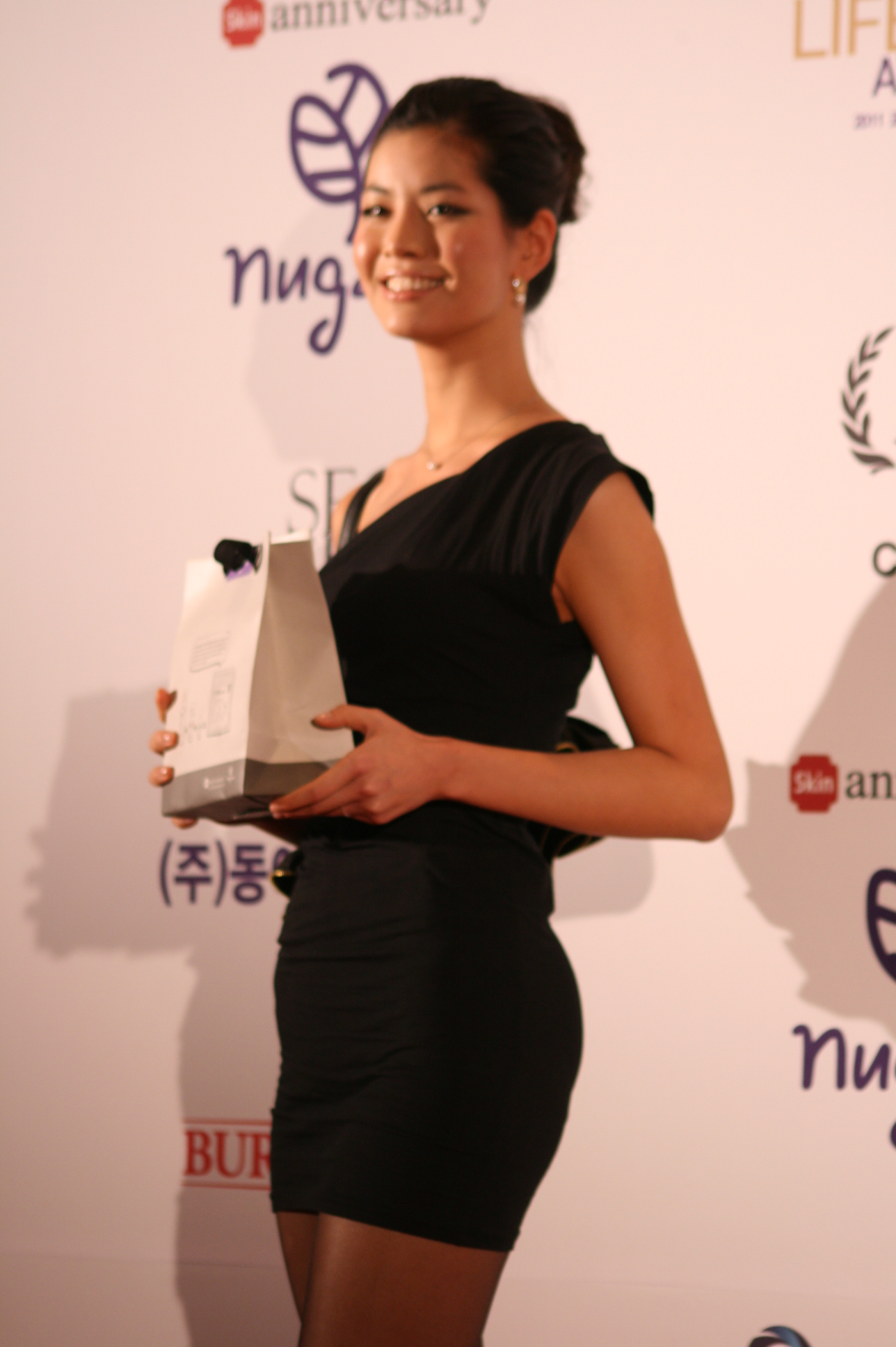
2011 미스 월드 코리아 도경민.

| 연도 | 대상   | 1위    | 2위            | 3위                      | 그 외                                                                                 | 비고                                 |
| ---- | ------ | ------ | -------------- | ------------------------ | ------------------------------------------------------------------------------------- | ------------------------------------ |
| 2011 | 도경민 | 김성민 | 박민지         |                          | 김혜원                                                                                |                                      |
| 2012 | 미개최 | 미개최 | 미개최         | 미개최                   | 미개최                                                                                | 미개최                               |
| 2013 | 미개최 | 미개최 | 미개최         | 미개최                   | 미개최                                                                                | 미개최                               |
| 2014 | 송화영 | 김민지 | 정은주, 정미나 | 탁희정, 홍우리, 김수민   | BNT 인기상: 정유민, 미스 MGM: 박홍희, 텔런트상: 박효나, SNS상: 라지영, 우정상: 박소연 | 김민지 2014년 미스 수프라내셔널 참가 |
| 2015 | 왕현   | 김제니 | 이도원, 백예림 | 이엘레나, 고민정, 안정윤 |                                                                                       | 김제니 2016년 미스 유니버스 참가     |
| 2016 | 김하은 | 전세휘 | 이채형, 선경이 | 이원경, 최주영, 최보영   |                                                                                       |                                      |

## 역대 미스 월드 출전자

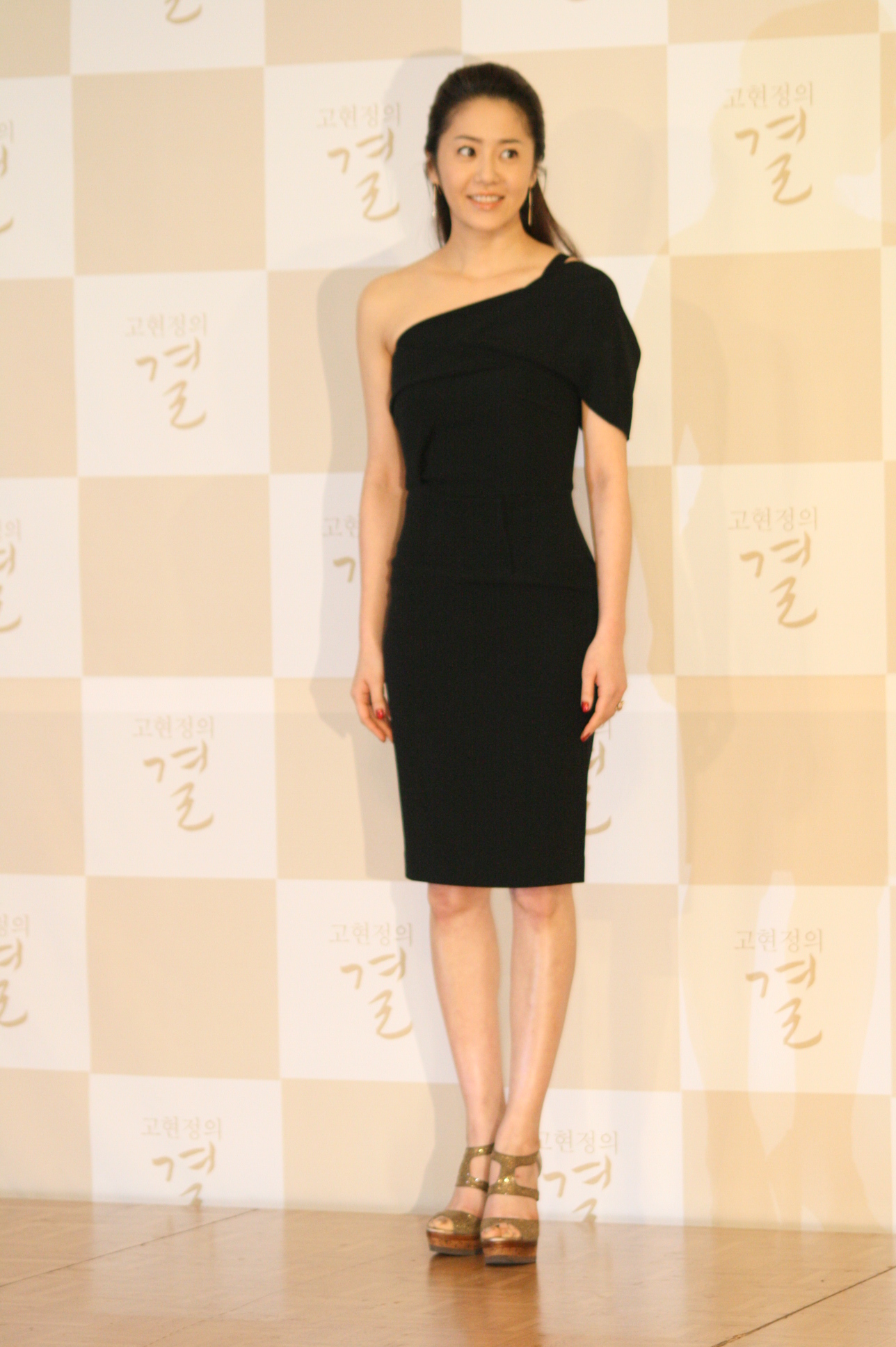
미스 월드 1990 대회에 대한민국 대표로 출전한 미스코리아 선 고현정.

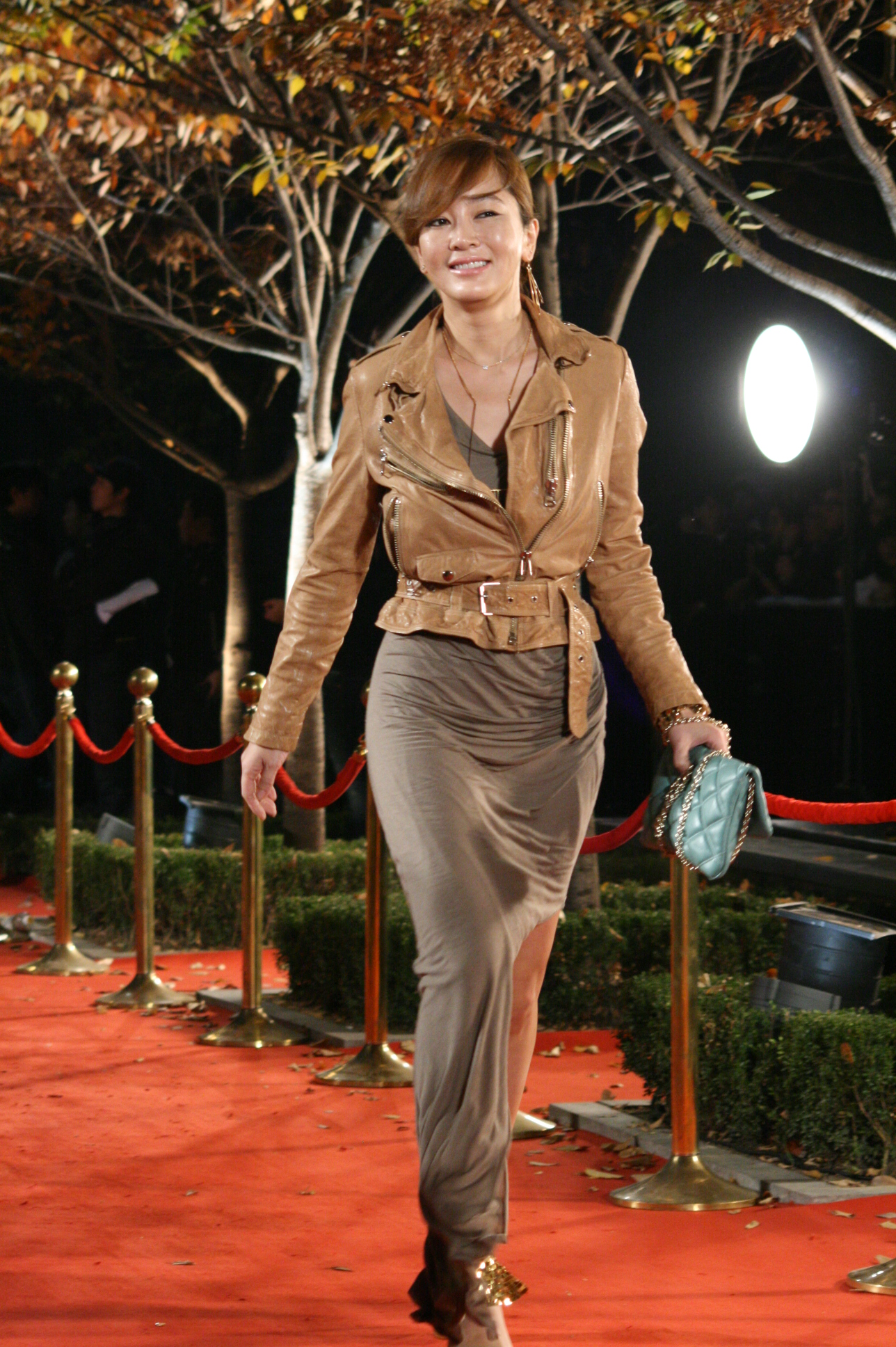
미스 월드 1993 대회에 대한민국 대표로 출전한 미스코리아 미 이승연.

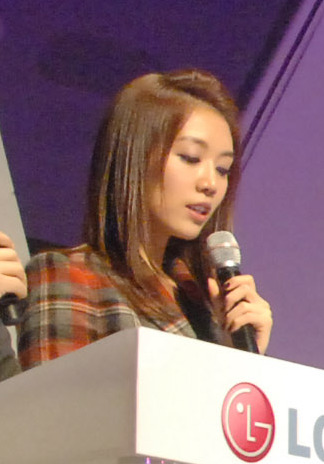
미스 월드 2001 대회에 대한민국 대표로 출전한 미스코리아 선 서현진.

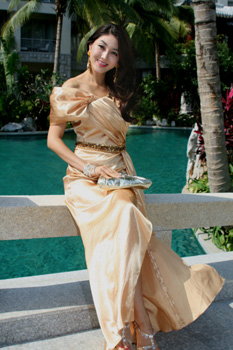
미스 월드 2007 대회에 대한민국 대표로 출전한 미스코리아 선 조은주.

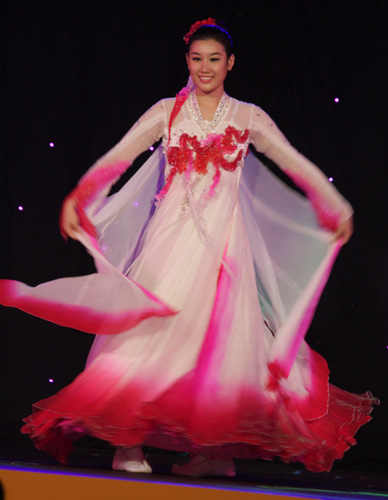
미스 월드 2008 대회에 대한민국 대표로 출전한 미스코리아 선 최보인.

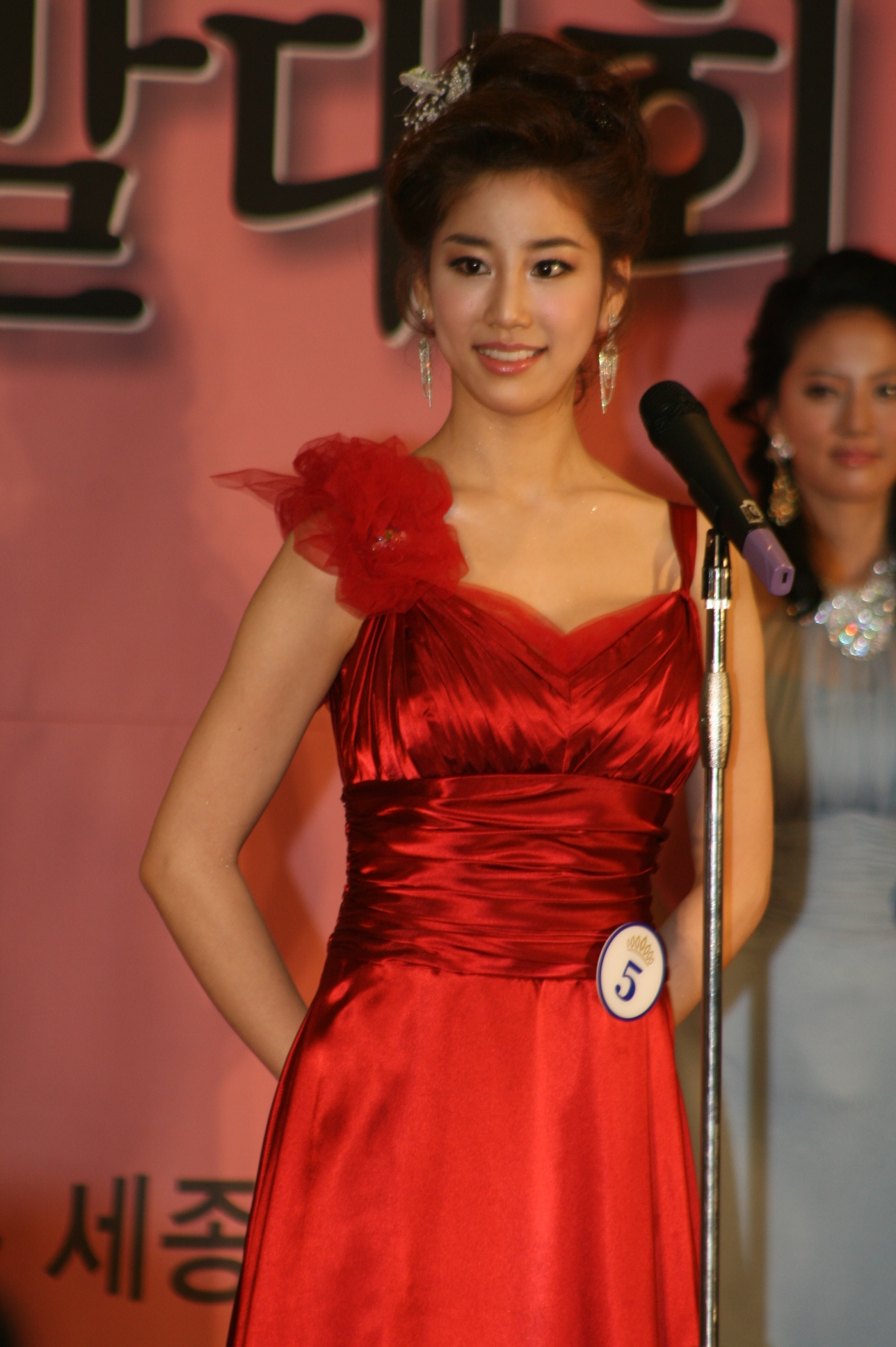
미스 월드 2009 대회에 대한민국 대표로 출전한 미스코리아 진 김주리.

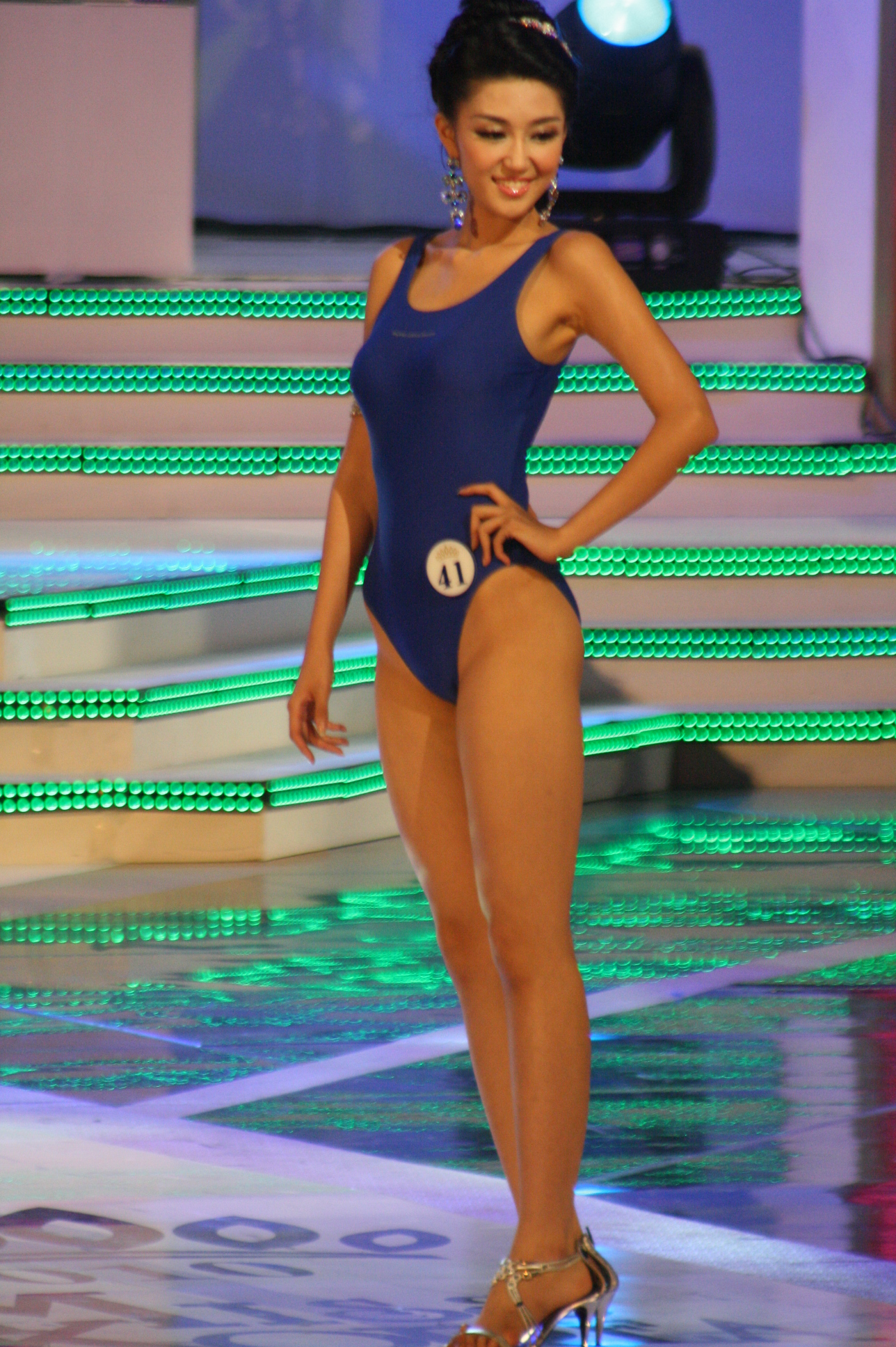
미스 월드 2010 대회에 대한민국 대표로 출전한 미스코리아 선 김혜영.

### 미스 월드 코리아
| 연도 | 이름   | 출전 자격                     | 미스 월드 수상        |
| ---- | ------ | ----------------------------- | --------------------- |
| 2011 | 도경민 | 2011 미스 월드 코리아 우승    | TOP 7 (5위)           |
| 2012 | 김성민 | 2011 미스 월드 코리아 2위     |                       |
| 2013 | 박민지 | 2011 미스 월드 코리아 3위     |                       |
| 2014 | 송화영 | 2014 미스 월드 코리아 우승    |                       |
| 2015 | 정은주 | 2014 미스 월드 코리아 3위     |                       |
| 2016 | 왕현   | 2015 미스 월드 코리아 우승    | TOP 11                |
| 2017 | 김하은 | 2016 미스 월드 코리아 우승    | TOP 10, 아시아 뷰티퀸 |
| 2018 | 조아   | 2018 미스 월드 코리아 우승    | Top Model 4위         |
| 2019 | 임지연 | 2019 미스 월드 코리아 우승    |                       |
| 2020 | 박지정 | 2019 미스 월드 코리아 2위     | 미개최                |
| 2021 | 홍태라 | 2021 미스 월드 코리아 우승    | 디자이너 드레스       |
| 2022 | 박진희 | 2021 미스 월드 코리아 2위     | 미개최                |
| 2022 | 변효정 | 2021 미스 유니버스 코리아 4위 | 미개최                |
| 2023 | 김리진 | 2023 미스 월드 코리아 우승    |                       |
| 2025 | 정민   | 2023 미스 월드 코리아 2위     | 미출전 (부상)         |

### 미스코리아
| 연도 | 이름   | 출전 자격                       | 수상                                                  |
| ---- | ------ | ------------------------------- | ----------------------------------------------------- |
| 1959 | 서정애 | 미스코리아 미(美)               |                                                       |
| 1960 | 이영희 | 미스코리아 미(美)               | Top 10                                                |
| 1961 | 현창애 | 미스코리아 미(美)               |                                                       |
| 1962 | 정태자 | 미스코리아 미(美)               |                                                       |
| 1963 | 최금실 | 미스코리아 미(美)               | Top 14                                                |
| 1964 | 윤미희 | 미스코리아 미(美)               |                                                       |
| 1965 | 이은아 | 미스코리아 미(美)               | Top 16                                                |
| 1966 | 정을선 | 미스코리아 미(美)               |                                                       |
| 1967 | 정영화 | 미스코리아 미(美)               |                                                       |
| 1968 | 이지은 | 미스코리아 미(美)               |                                                       |
| 1969 | 김승희 | 미스코리아 미(美)               |                                                       |
| 1970 | 이정희 | 미스코리아 미(美)               |                                                       |
| 1971 | 이영은 | 미스코리아 숙(淑)               |                                                       |
| 1972 | 정금옥 | 미스코리아 숙(淑)               | 미출전                                                |
| 1973 | 안순영 | 미스코리아 현(賢)               |                                                       |
| 1974 | 심경숙 | 미스코리아 미(美)               |                                                       |
| 1975 | 이성희 | 미스코리아 선(善)               |                                                       |
| 1976 | 신병숙 | 미스코리아 미(美)               |                                                       |
| 1977 | 김순애 | 미스코리아 미(美)               |                                                       |
| 1978 | 제은진 | 미스코리아 미(美)               |                                                       |
| 1979 | 홍여진 | 미스코리아 선(善)               |                                                       |
| 1980 | 장혜지 | 미스코리아 선(善)               |                                                       |
| 1981 | 이한나 | 미스코리아 선(善)               |                                                       |
| 1982 | 최성윤 | 미스코리아 선(善)               |                                                       |
| 1983 | 서민숙 | 미스코리아 미(美)               |                                                       |
| 1984 | 이주희 | 미스코리아 한국일보             |                                                       |
| 1985 | 박은경 | 1984년 미스코리아 보령          |                                                       |
| 1986 | 안정미 | 1985년 미스코리아 선(善)        |                                                       |
| 1987 | 정명선 | 1986년 미스코리아 미(美)        |                                                       |
| 1988 | 최연희 | 1987년 미스코리아 선(善)        | 2위, 아시아태평양 뷰티퀸                              |
| 1989 | 김혜리 | 1988년 미스코리아 선(善)        |                                                       |
| 1990 | 고현정 | 1989년 미스코리아 선(善)        |                                                       |
| 1991 | 김태화 | 1990년 미스코리아 선(善)        |                                                       |
| 1992 | 이미영 | 1991년 미스코리아 미(美)        |                                                       |
| 1993 | 이승연 | 1992년 미스코리아 미(美)        | Top 10                                                |
| 1994 | 채연희 | 1993년 미스코리아 태평양        |                                                       |
| 1995 | 최윤영 | 미스코리아 선(善)               | Top 5, 아시아태평양 뷰티퀸                            |
| 1996 | 설수진 | 미스코리아 선(善)               |                                                       |
| 1997 | 김진아 | 미스코리아 선(善)               |                                                       |
| 1998 | 김건우 | 미스코리아 선(善)               |                                                       |
| 1999 | 한나나 | 미스코리아 선(善)               |                                                       |
| 2000 | 신정선 | 미스코리아 선(善) 드봉          |                                                       |
| 2001 | 서현진 | 미스코리아 선(善) 하이트        | 베스트 드레서상                                       |
| 2002 | 장유경 | 미스코리아 선(善) 하이트 프라임 | 중도기권                                              |
| 2003 | 박지예 | 미스코리아 선(善) 하이트        |                                                       |
| 2004 | 한경진 | 미스코리아 선(善)               |                                                       |
| 2005 | 오은영 | 미스코리아 선(善) 비비큐올리브  | Top 6, 아시아태평양 뷰티퀸, 뷰티 위드 펄포즈 부문 1위 |
| 2006 | 박샤론 | 미스코리아 선(善)               |                                                       |
| 2007 | 조은주 | 미스코리아 선(善)               | 베스트 드레서상                                       |
| 2008 | 최보인 | 미스코리아 선(善)               |                                                       |
| 2009 | 김주리 | 미스코리아 진(眞)               | Top 16 & 아시아 오세아니아 뷰티퀸 & 탤런트 2위        |
| 2010 | 김혜영 | 미스코리아 선(善)               |                                                       |

## 같이 보기
- 미스 월드
- 미스 유니버스 코리아
- 미스코리아
- 미스퀸코리아